# Gommaire de Lierre
 (mars 2018).
Si vous disposez d'ouvrages ou d'articles de référence ou si vous connaissez des sites web de qualité traitant du thème abordé ici, merci de compléter l'article en donnant les références utiles à sa vérifiabilité et en les liant à la section « Notes et références ».
Saint Gommaire (de Lier), (en latin: Gummarus), parfois orthographié Gomer, Gommer, Gommaire ou Gomaire, né vers 717 et décédé le 11 octobre 774 à Lier, est un courtisan et chevalier à la cour de Pépin le Bref. À la suite de graves déboires conjugaux, il devient ermite à Nivedonck (aujourd’hui, Lier). Après sa mort, un bourg se développe auprès de ce qui est devenu lieu de pèlerinage: c’est l’origine de la ville de Lier.

## Biographie
Fils du seigneur d’Emblem, un village au nord de Lier dans le Brabant, Gommaire reçoit sa formation à la cour de Pépin le Bref. Comme chevalier, il se distingue par le sens du devoir, sa fidélité et son esprit religieux. Sa droiture fait qu’il est remarqué du roi Pépin qui lui donne un poste de grande confiance à la cour.
C’est Pépin également qui propose et arrange pour lui un mariage avec une dame de haute naissance Gwinmaria. Ce mariage s’avère bientôt désastreux. Gwinmaria est extravagante, hautaine et capricieuse. Les épreuves s’ajoutent aux épreuves pour Gommaire. C’est surtout durant cette période conjugale, écrivent ses biographes. Il exerce et montre le haut degré de ses vertus, supportant les humiliations avec charité, patience et douceur… Gwimaria semble irréformable.
Accompagnant Pépin dans ses campagnes militaires d’abord en Lombardie, puis en Saxe et en Aquitaine, il est absent durant huit ans. Au retour, il trouve sa maison en grand désordre, et ses vassaux, serviteurs et servantes maltraités et opprimés par sa femme. Gommaire fait justice et donne satisfaction à son monde. Gwinmaria semble repentante. Mais ce changement n’est qu'apparent. Elle se refuse à lui.
Avec son consentement, il se retire dans la solitude d’une cellule, près de son logis. La tradition affirme que, avec Saint Rombaut, il est le fondateur de l’abbaye de Lier qui plus tard portera son nom.
Gommaire part en pèlerinage à Rome, mais il ne va pas plus loin que Nivesdonck. Il s’y construit un ermitage où il vit seul le restant de ses jours. Il meurt le 11 octobre 774.

## Vénération
Bientôt histoires et légendes autour de sa vie se développent. Ainsi la source jaillissant là où il plante son bâton dans le sol. Il rend vie à un arbre brisé. Étant donné l’échec de son mariage, il est invoqué pour la réconciliation des couples en difficulté.
Gommaire est le Saint Patron de la ville de Lierre. Une église de style gothique, la collégiale Saint-Gommaire, est construite à partir de 1376. D’autres églises de la région lui sont dédiées.
Liturgiquement il est commémoré chaque année le 11 octobre. Ce jour-là (ou le dimanche le plus proche), une procession sort dans les rues de Lierre : c'est la « procession de Saint-Gommaire ».